# 金森茂一郎
金森 茂一郎（かなもり しげいちろう、1922年（大正11年）8月24日 - 2004年（平成16年）10月19日）は日本の実業家。近畿日本鉄道（近鉄）の元社長（11代目）・会長のほか、大阪近鉄バファローズのオーナー、学校法人・帝塚山学園名誉理事長、日本民営鉄道協会会長も務めた。
祖父は近鉄の前身である大阪電気軌道・参宮急行電鉄元社長、実質的な創業者の一人でもある金森又一郎。父は近鉄の元会長である金森乾次で、又一郎の二男。また、実弟は大阪大学元総長の金森順次郎である。

## 来歴・人物
大阪市で生まれる。1944年に東京帝国大学法学部を卒業し、京阪神急行電鉄（現在の阪急阪神ホールディングスおよび阪急電鉄）に入社した。
父・乾次が1953年に没した後の1955年、近畿日本鉄道に移り、総務部長、勤労局長を経て、1973年に取締役就任。1975年に常務、1979年に専務に昇格、1981年に上山善紀社長就任と同時に副社長となった。
1987年6月、上山会長就任と同時に同社社長に就任。バブル景気にわく経済状勢の中、鉄道事業では各路線の複線化などの輸送力増強やアーバンライナーに代表される新型車両の導入、関連事業では志摩スペイン村の建設を始めとして、事業の拡大を行った。志摩スペイン村に関係して、在大阪スペイン名誉領事にも就任している。
その志摩スペイン村の開業を果たした1994年6月に会長に就任（後任は田代和）。また、日本民営鉄道協会の会長にも就任した（1997年まで）。1998年には近鉄バファローズオーナー就任（2001年まで）。1999年に相談役に退いた。
財界活動としては、関西経済連合会会長や日経連副会長も務めた。経営者としては創業家3代目となることもあってか、派手さは見られなかったが、結果的には退任後に後継の経営者らがバブルのツケを払わされることになってしまったといえる。
オーナーを務めたバファローズが球団統合問題に揺れる最中の2004年10月19日に死去、享年82。その日は、球史に残る名勝負「10.19」からちょうど16年という日であった。同年11月30日には都ホテル大阪で近鉄によるお別れ会が行われたが、この日、バファローズはその55年の歴史に幕を下ろし消滅した。
奈良県奈良市在住であった。